# Trachonurus sentipellis
Trachonurus sentipellis es una especie de pez de la familia Macrouridae en el orden de los Gadiformes.

## Morfología
Los machos pueden llegar alcanzar los 31,1 cm de longitud total.

## Hábitat
Es un pez de aguas profundas que vive entre 500-1.470 m de profundidad.

## Distribución geográfica
Se encuentran en las Islas Hawái.